# Vila Franca de Xira
Vila Franca de Xira là một huyện thuộc tỉnh Lisboa, Bồ Đào Nha. Huyện này có diện tích 323 km², dân số thời điểm năm 2001 là 122908 người.